# Greet Op de Beeck
Greet Op de Beeck (1971) is een Vlaamse journaliste en presentatrice. 
Op de Beeck is als journaliste werkzaam geweest bij Radio 1 (VRT) voor onder andere het programma Voor de dag. Na de bekendmaking van haar relatie met VLD-politicus Patrick Dewael in 2005, maakt ze deel uit van de cultuurcel van de televisienieuwsdienst. Ze ging daarna naar de buitenlandredactie en vervolgens naar Koppen en Panorama. In 2015 verliet ze de VRT en werd privacyadviseur van staatssecretaris Bart Tommelein.
Haar populariteit werd groot na haar deelname aan de TV1-quiz De Slimste Mens ter Wereld. Ze hield negen afleveringen stand.
De lezers van het weekblad Humo verkozen haar tot 'Vrouw van het Jaar 2004' in de Pop Poll. In januari 2005 werd ze door het jongerenmagazine Feliks verkozen tot 'Meest Begeerlijke Vrouw van 2004'.
In augustus 2005 begon toenmalig minister Patrick Dewael een relatie met de VRT-journaliste. Kort daarop kondigden Dewael en zijn echtgenote aan dat ze van plan waren te scheiden. In 2019 trouwden Dewael en Op de Beeck.
In 2007 werd door VTM Nieuws bekendgemaakt dat Op de Beeck in opdracht van en betaald door Open Vld-minister Fientje Moerman presentaties verzorgde. Bij de vergoeding was een typefout gemaakt, die evenwel door kabinetsmedewerker Rudy Aernoudt was ontdekt. Er was een budget van 35.000 in plaats van 3.500 euro voorzien. Het hele incident leidde nadien tot een harde discussie over journalistieke deontologie tussen de hoofdredactie van de VRT, met Pieter Knapen, Wim Willems en Jos Bouveroux en de hoofdredacteurs van VTM met Stef Wauters en Eric Goens.
In 2018 werkte ze als medewerker communicatie op het kabinet van Open Vld-politicus Bart Tommelein en in de jaren 2020 in dezelfde hoedanigheid op het kabinet van minister Bart Somers. Na diens ontslag bleef ze werken onder zijn opvolger Gwendolyn Rutten. 